# Société d'économie politique
La Société d'économie politique (SEP) est une association loi de 1901 française fondée en 1842 regroupant des universitaires, dirigeants et cadres supérieurs d'entreprises et hauts fonctionnaires destinée à la réflexion et aux rencontres sur les sujets économiques et sociaux (organisation de dîner-débats, publication des annales d’Économie Politique, prix du meilleur article économique). C'est un des bastions de la sociabilité des libéraux.

## Histoire
La Société d'Économie Politique est l'une des plus anciennes sociétés savantes en France. Elle porte ce nom depuis 1847 ; elle s'est d'abord appelée la Société des économistes. Elle a été fondée en 1842 par des disciples de Jean-Baptiste Say et de Frédéric Bastiat. Ils entendaient réclamer l'enseignement de l'économie politique dans la mesure où il n'existait alors que deux chaires publiques d'économie politique, au Collège de France et au Conservatoire des Arts et métiers. C'est pourquoi elle proteste en 1848 contre la suppression de la chaire d'économie politique du Collège de France . Ils cherchent également à promouvoir un libéralisme libre-échangiste, dans un contexte marqué par des polémiques sur le libre-échange. 
Un groupe de pression s'est mis en place en 1841-42 autour d'une maison d'édition (celle de Gilbert Guillaumin), d'un mensuel fondé en 1841, le Journal des économistes et d'une société savante fondée l'année suivante. Ce sont cinq jeunes publicistes qui fondèrent cette société à l'occasion d'un dîner, le 15 novembre 1842: l'éditeur Gilbert Guillaumin (1801-1864) (41 ans), créateur du Journal des économistes, Joseph Garnier (30 ans), futur rédacteur en chef du Journal des économistes, Eugène Daire (44 ans), le Vosgien Adolphe Biaise et Pierre Bos dit Denis, qui quitta la Société plus tard pour rejoindre le camp protectionniste,. 
La société se développe autour du réseau de Guillaumin et de celui du fils de Jean-Baptiste Say, le négociant Horace Émile Say. Le recrutement est élitiste et s'est d'abord fait par cooptation. La société s'est ouverte à partir des années 1860 aux hauts-fonctionnaires. La société comprend 50 membres en 1847, 80 en 1849, 117 en 1859, 148 en 1864, 165 en 1868, 211 en 1879, 227 en 1883. La Société décide alors de limiter le nombre de ses membres. Ceux-ci ont pour la plupart une large surface sociale : implication à la fois dans le monde des affaires, dans celui de la politique (certains sont députés, sénateurs, ministres), dans l'enseignement (facultés de droit à partir des années 1870, Collège de France, École libre des sciences politiques à partir de 1872 - 20 actionnaires originels sont membres de la SEP et plusieurs membres y enseignent, Conservatoire national des arts et métiers, École des hautes études commerciales de Paris, , etc..), la presse (outre le Journal des économistes de Joseph Garnier, Gustave de Molinari, Yves Guyot, ou encore Louis Germain-Martin, L'Économiste français de Paul Leroy-Beaulieu à partir de 1873, le Journal des débats de Léon Say, Le Siècle d'Yves Guyot, Le Temps d'Émile Mireaux, etc.), dans celui de l'Académie des sciences morales et politiques.
50 ans après sa fondation elle n'a toujours pas de siège propre ; elle a son siège social au 14, rue de Richelieu à la librairie Guillaumin, dirigée alors par la fille du fondateur de la Société. Frédéric Passy s'écrie lors du 50e anniversaire de l'association, alors qu'a été voté le Tarif Méline protectionniste : « Nos pères ont affranchi le travail. La Révolution a émancipé les masses laborieuses, proclamé la liberté, l'égalité la fraternité ». Et il s'attriste « qu'à la proclamation des droits de l'homme, (l'époque réponde) par la protection des aliments et des vêtements ». Léon Say, quant à lui, déclare: « La liberté du commerce et la liberté du travail sont ou menacées ou perdues » or cette dernière est « la pierre angulaire de la Révolution française » et sa disparition provoquerait la fin d'une civilisation, « la décadence (...), un recul, un retour en arrière ». Pour son 70e anniversaire, la Société tient une séance solennelle à la Sorbonne, en présence de délégués de sociétés étrangères semblables. Yves Guyot, qui préside cette séance, affirme que « loin d'être gênée par le reproche de représenter l'économie libérale, (la Société d'économie politique) s'en fait honneur ». Les convictions de ses membres n'ont pas été « plus entamées par les théories et les menées socialistes que par les tentatives protectionnistes », portées alors par l'Association de l'industrie et de l'agriculture françaises et sa Société d'économie politique nationale fondée notamment par Edmond Théry en 1897. 
La plupart des membres de la société sont hostiles à la progressivité de l'impôt et à l'impôt sur le revenu dans la deuxième moitié du XIXe siècle et au début du XXe siècle. Dans les années 1930, la défense du libéralisme est notamment prise en charge par la Société d'économie politique, au moment où la crise économique entraîne sa remise en cause.
S'ils sont partisans d'un libéralisme libre-échangiste, les membres de la Société ne partagent pas le même point de vue sur plusieurs questions. Ainsi celle du monopole étatique de la sécurité, que critique Gustave de Molinari en 1849, contrairement aux autres économistes de la Société. Ou celle de la colonisation. Un Paul Leroy-Beaulieu ou un Joseph Chailley sont favorables à la colonisation, contrairement à la plupart des économistes de la Société, tels Gustave de Molinari, Yves Guyot, auteur en 1885 de Lettres sur la politique coloniale, ou Frédéric Passy.
Yves Guyot a critiqué les prises de position contradictoires de Paul Leroy-Beaulieu au sujet de la politique économique des Boers au Transvaal à l'occasion de la Guerre des Boers. Sur d'autres points, des économistes ont pu critiquer le manque de légitimité d'industriels pourtant membres de la société. Parfois, des membres de la Société se mettent à critiquer les chefs de file de l'association, tel Léon Walras qui écrit à propos de Léon Say: « Que M. Say ait ou non quelque valeur comme politicien, c'est ce que je ne chercherai point ici ; mais sa valeur comme homme de science est absolument nulle. Jamais il n'a éclairci un point d'économie politique. Il ne dit que des bêtises. Au surplus, que ferait-il de la science ? Sénateur, académicien, président de 96 sociétés, associations, ligues, etc., il passe son temps à rouler en fiacre, d'estrade en estrade, de banquet en banquet, vrai Tartarin de Tarascon entouré de ses chasseurs de casquettes. Et malgré tout, M. Say veut être le pontife de l'économie politique comme Cousin était le pontife de la philosophie ».
Après avoir été invitée à assister à une des réunions mensuelles, la journaliste économique Mathilde Méliot devient au mois de mars 1901 suivant la première femme « membre correspondant » de la SEP — ce qui l'autorise à participer aux réunions, mais non à voter — puis en novembre 1903 un membre à part entière. Avec Clémence Royer (morte quelques mois plus tôt) et Marie Le Roy, elle est ainsi l'une des trois premières femmes élues membres de l'association, mais ne publie pas, contrairement à ses deux consœurs, d'articles dans le Journal des économistes.
La Société rassemble aujourd'hui près de 350 membres.

### Dîners-débats
Chaque mois, une personnalité est invitée à présenter ses vues lors d'un dîner-débat. Le Figaro notait lors du 50e anniversaire de la Société : « De ces origines autour d'une table de restaurant, les réunions périodiques de la Société ont toujours gardé un caractère gastronomique elles consistent en un banquet qui se tient, le 5 de chaque mois, au grand hôtel. À la fin du dîner, les cigares s'allument et on discute de questions mises à l'ordre du jour par le secrétaire de la docte et grave association ». Le prix du déjeuner est alors de 10 francs. Le Journal des économistes a retranscrit les débats de la société, surtout à partir de 1845. Ils étaient rédigés par Joseph Garnier. La société publie ses propres comptes rendus à partir de 1882, dans ses Annales puis dans son Bulletin. La presse des élites, notamment Le Temps, évoque parfois les séances de l'association. Après la Seconde Guerre mondiale, les séances de la Société ont lieu généralement au Nouveau cercle (288, boulevard Saint-Germain) le 2e mardi du mois. Le Monde les évoque parfois, notamment lorsqu'une personnalité est invitée,,,,,,,. La Revue des deux Mondes a pu aussi les évoquer.
Les dîners de la Société ont lieu actuellement au Cercle de l'Union interalliée.

## Dirigeants, animateurs et membres

### Présidents (année d'admission)
La société d'économie politique comporte une présidence, un bureau et un conseil d'administration. Longtemps, la société a été présidée, de 1845 aux années 1920, par deux présidents à la fois. Les présidents, après avoir exercé leur mandat durant 4 ans, étaient remplacés de la manière suivante : le premier président par le second, le second était choisi parmi les vice-présidents ou les anciens présidents (article 3 des statuts de 1886 et 1890) :
- Charles Dunoyer (1842-1846).
- Hippolyte Passy (1842-1846), 1845-?.
- Charles Renouard (1842-1846), 1845-?.
- Michel Chevalier (homme politique) (1842-1846).
- Joseph Garnier (1842).
- Léon Say (1842).
- Édouard Lefebvre de Laboulaye (1861).
- Frédéric Passy (1855), ?-1912.
- Pierre Émile Levasseur (1857), 1895-1911.
- Paul Leroy-Beaulieu (1868), 1911-1916.
- Yves Guyot (1881), 1913-1928 (premier président de 1917 à 1921 et de 1925 à 1928)[36].
- Raphaël-Georges Lévy (1888), 1917[37], premier président en 1921, réélu second président en 1925.
- Clément Colson (1899), 1929-1933[38].
- Henri Truchy (1914), 1932[39] ?-1936.
- Edgard Allix (1926), 1937-1938.
- Émile Mireaux (1927), 1938-1940.
- Louis Baudin (1926), 1946-1950.
- Jacques Rueff (1923)[40]1950-1954.
- Édouard Bonnefous, 1954-1958.
- Gaston Leduc (1934), 1958-1962[41].
- Luc Durand-Réville[42] (1926), 1962-1966.
- Daniel Villey (1950), 1966[43], ?-1968.
- Jean Marczewski[44], ?-1976.
- Gérald Heim de Balsac, 1976[45]-1980.
- Jacques Plassard, 1984-1988[46].
- Alain Bienaymé, professeur à l’université Paris-Dauphine (1969-2003), 1988-1992[47].
- Gérard Worms, président de la Compagnie de Suez, 1992-1994[48].
- Albert Merlin, chef économiste de Saint-Gobain, 1994-1996[49].
- Christian de Boissieu, 1996-1998.
- Philippe Chalmin, Professeur d’histoire économique à l'Université Paris-Dauphine depuis 1994, 1998-2000[50].
- Emmanuel Rodocanachi, 2002-2004[51].
- Jean-Paul Betbeze, 2004-2006.
- Olivier Garnier, 2006-2008.
- Jacques Mistral, directeur des études économiques à l’Institut français des relations internationales (Ifri), 2008-2012[52].
- Valérie Plagnol, directeur de la recherche au Crédit Suisse banque privée à Paris de 2010 à 2014, Présidente de Psalion Economics (société de conseils en économie et stratégie d’investissement) depuis 2015[53], 2012-2016.
- Denis Ferrand (Directeur Général de Coe-Rexecode depuis décembre 2008[54]), de 2016 à 2021.
- Emmanuel Combe (Vice-Président de l'Autorité de la concurrence), de février 2021 à mars 2023.
- Jean-Marc Daniel, économiste, enseignant et essayiste, depuis mars 2023 [55].

### Secrétaires perpétuels (1849), puis secrétaires généraux (1930)
- Joseph Garnier, 1849-1881
- Alphonse Courtois[56] (1851), un des doyens à sa mort en 1899 de la presse financière, auteur d'ouvrages consacrés à la finance, ancien professeur d'économie politique à la Société d'enseignement professionnel à Lyon, attaché au Crédit lyonnais, 1881[57] - 1898. Alors questeur de la SEP, il a été l'un des initiateurs de la Société d'économie politique de Lyon en 1866[58].
- Jules Fleury (1890), ingénieur civil, professeur à l'École libre des sciences politiques (1895-1904), 1898 -1906[59]
- Daniel Bellet (1864-1917)[60] (1895), ancien fonctionnaire du ministère des travaux publics (en congé puis révoqué), professeur à l'École libre des sciences politiques[61]et à l'École des hautes études commerciales de Paris, rédacteur au Journal des économistes et à L'Economiste français, secrétaire général de la Ligue du libre-échange présidée par Yves Guyot et fondée en novembre 1910, 1906[62]- 1917
- Emmanuel Vidal (1897), ancien secrétaire général de la chambre syndicale des banquiers en valeurs à terme près la bourse de Paris (1898-1905), rédacteur en chef d'un journal financier, La Cote de la bourse et de la banque (dit Cote Vidal) de 1887 à 1920, collaborateur de journaux financiers, professeur à l'École des hautes études commerciales de Paris[63], 1917-1930
- Émile Mireaux, 1930-1935
- Yann-Morvan Goblet (1906), docteur ès-lettres, rédacteur au quotidien Le Temps, 1935 - ?
- Paul Naudin, Directeur général du Comité d'action économique et douanière (CAED), puis vice-président de son avatar, le Comité d'Action et d'Expansion Economique, professeur à l'École des hautes études commerciales de Paris, président-fondateur de la chambre de commerce France-Amérique latine, directeur général de la Fédération des importateurs de la métallurgie et de la mécanique[64] ? - 1959
- Bernard Aubé[65]
- Gérald Heim de Balsac[66], 1962-1975
- Claude Bourillon[67], conseiller économique du Crédit du Nord et Union parisienne, collaborateur de la Revue des deux Mondes, 1975- ?.
- Philippe Chalmin
- Stéphane Mottet, Maître de conférences à l'Université de Poitiers, Professeur à l'Université Paris-Nord
- Jean-Paul Betbèze[68]
- Jean-Baptiste de Cabanes (Vice-Président depuis novembre 2016), ancien juriste d'entreprise, avocat d'affaires[69]
- Pierre-François Gouiffès[70] (Membre du Directoire du groupe SNI et Président du Directoire d’EFIDIS, essayiste, maître de conférences à l'Institut d'études politiques de Paris), depuis novembre 2016

### Membres notables (année de l'admission)
François Albert-Buisson (1928), Auguste Arnauné (1888), Adrien Artaud (1915), Roger Auboin, Édouard Aynard (1888), Jacques Bardoux (1921), Léon Baréty (1915), Joseph Barthélemy (1916), Henri Baudrillart (1847-49), Paul Beauregard (1884), Jacques Bertillon (1893), Maurice Block (1859), Georges Blondel (1910), Christian de Boissieu, Gustave Émile Boissonade (1873), Paul Boivin-Champeaux (1888), Louis Buffet (1847-49), Auguste Burdeau (1885), Eugène Caillaux (1865), Joseph Caillaux (1903), Jean-Claude Casanova, Joseph Chailley (1883), Jules Charles-Roux (1895), Jacques Chastenet (1923), Auguste Chevalier (1855), Émile Chevallier} (1883), Émile Cheysson (1867), Pierre Clément (historien) (1842), Jean Coignet (1920), Jean-Marc Daniel, Gaston Défossé, Albert Delatour (1885 ; vice-président à partir de 1928), Paul Delombre (1884), Jean Dollfus (1878), Ferdinand-Camille Dreyfus (1879), Hippolyte Dussard (1842) ; Eugène d'Eichthal (1872 ; vice-président), Adolphe d'Eichthal (1875), Frédéric François-Marsal (1909), Félix Faure (1882), Henri Germain (banquier) (1858), Charles Georges-Picot (1910), Louis Germain-Martin (1914; vice-président à partir de 1928), Charles Gide (1877), Charles Gomel (1887), Léopold Javal (1850), Clément Juglar (1852; vice-président à partir de 1881), Philippe Jurgensen, Hervé de Kergorlay (1847; vice-président), Denis Kessler (de 1996 à 2003), Jacques Lacour-Gayet (1922), Charles de Lasteyrie (1910), Charles Laurent (1904), Théodore Laurent (1917), Léonce Guilhaud de Lavergne (1855 ; vice-président), Bernard Lavergne (économiste), Arthur Legrand (1865), Louis Lépine (1885), Félix Leprince-Ringuet (1926), Anatole Leroy-Beaulieu (1874), Pierre Lyautey (1933), Charles Lyon-Caen (1874), Louis Marlio (1916), Félix Martin (homme politique) (1888), Mathilde Méliot (1903), Émile-Justin Menier (1870), Gustave de Molinari (1847-49; vice-président), Georges Pallain (1883), Louis Passy (1863), Édouard Payen (homme politique) (1905), Eugène Pelletan (1864), Émile Pereire (1847), Henri de Peyerimhoff de Fontenelle (1913), André Piettre, Noël Pinelli (1927), Joseph Reinach (1887), Georges Risler (1911), Maurice Rouvier (1887), Horace Émile Say (1842; vice-président), Gustave Schelle (1883; vice-président), Jules Siegfried (1873), André Siegfried (1926), Jules Simon (1861), Louis Vigouroux (1899), Edmond Villey (1882), Jean-Marc Vittori, Léon Walras (1861), Jules Warnier (1872), Daniel Wilson (homme politique) (1872), Louis Wolowski (1842-46; vice-président), René Worms (1893), etc.
Plusieurs dirigeants ou membres de la Société ont été membres honoraires du Cobden Club (en), un club britannique libre-échangiste: Frédéric Passy, Gustave de Molinari, Yves Guyot, Paul Delombre, Gaston Menier, Eugène d'Eichtal, Paul Beauregard, Jules Charles-Roux.